# Carlos Mendieta (football)
Carlos Mendieta (né le 3 novembre 1979 au Nicaragua) est un joueur de football international nicaraguayen, qui évolue au poste de gardien de but.

## Biographie

### Carrière en club
Carlos Mendieta joue principalement en faveur du Diriangén Fútbol Club et du Real Estelí. 
Il remporte de nombreux titres de champion du Nicaragua avec le Real Estelí. Il joue trois matchs en Ligue des champions de la CONCACAF avec cette équipe.

### Carrière en sélection
Carlos Mendieta joue en équipe du Nicaragua entre 2001 et 2009.
Il participe avec l'équipe du Nicaragua à la Gold Cup 2009 organisée aux États-Unis.

## Palmarès
Real Estelí
- Championnat du Nicaragua (7) :
  - Champion : 2006-07, 2007-08, 2008-09, 2009-10, 2010-11, 2011-12 et 2012-13.